# Татко (Прокълнати сме, Ирина)
„Татко (Прокълнати сме, Ирина)“ (на македонска литературна норма: „Татко (Колнати сме, Ирина)“) е психологически игрален филм от Република Македония от 1973 година на режисьора Коле Ангеловски по сценарий на Коле Ангеловски.
Главните роли се изпълняват от Велимир Живойнович, Мето Йовановски, Неда Арнерич, Ненад Милосавлевич, а второстепенните от Мите Грозданов, Шишман Ангеловски, Томе Моловски.

## Сюжет
Филмът проследява съдбата на Дамян – единствен син на мелничаря Витанов. Дамян е селско момче, което току-що се е оженило и заминава за армията. Младата му съпруга Ирина остава в къщата заедно със свекъра си. Минава известно време и ежедневието поглъща и двамата младоженци. В дългите вечери младата съпруга Ирина мечтае за завръщането на съпруга си. Постепенно самотата на Ирина я побеждава и между нея и мелничаря Витанов пламва искра. Дамян се завръща от армията, но открива връзката на баща му с жена му. След серия драматични развръзки Дамян е убит, а бащата напуска селото, оставяйки Ирина в самотата ѝ.

## Награди
- 1973 ФЮИФ, Пула, Златна арена за композитора Томислав Зографски
- 1973 ФЮИФ, Пула, Диплома за тонрежисура и монтаж на Глигор Паковски
- 1973 ФЮИФ, Пула, Наградата „Кокан Раконяц“ за най-поетичен филм на режисьорски дебют[1]